# Кубок Болгарії з футболу 1999—2000
Кубок Болгарії з футболу 1999—2000 — 60-й розіграш кубкового футбольного турніру в Болгарії. Титул здобув Левські (Софія).

## Календар
| Раунд        | Дата                         | Матчі | Клуби   |
| ------------ | ---------------------------- | ----- | ------- |
| Перший раунд | 29 вересня 1999              | 10    | 58 → 48 |
| Другий раунд | 13 жовтня 1999               | 16    | 48 → 32 |
| 1/16 фіналу  | 27 жовтня 1999               | 16    | 32 → 16 |
| 1/8 фіналу   | 10 листопада - 8 грудня 1999 | 16    | 16 → 8  |
| 1/4 фіналу   | 22 березня - 5 квітня 2000   | 8     | 8 → 4   |
| 1/2 фіналу   | 18 квітня - 3 травня 2000    | 4     | 4 → 2   |
| Фінал        | 31 травня 2000               | 1     | 2 → 1   |

## Перший раунд
| Команда 1                       | Рахунок      | Команда 2                  |
| ------------------------------- | ------------ | -------------------------- |
| 29 вересня 1999                 |              |                            |
| Големі врах (Долна Секірна) (3) | 1:0          | Септемврі'98 (Симитлі) (3) |
| Левські'96 (Главиниця) (3)      | 0:1          | Фейрплей-Порт (Варна) (3)  |
| Ямбол (3)                       | 1:2          | Спартак-С'94 (Пловдив) (3) |
| Арда (Кирджалі) (4)             | 0:2          | Слинчев Бряг (Несебир) (3) |
| Ботев (Гилибово) (3)            | 1:0          | Сливен (3)                 |
| Родопа (Смолян) (3)             | 5:0          | Димитровград (3)           |
| Планінец (Априлці) (3)          | 8:1          | Локомотив (Дряново) (3)    |
| Дунав (Селановці) (4)           | 2:5          | Павликени (3)              |
| Венец (Орешець) (4)             | 0:0 пен. 4:3 | Свобода (Милковиця) (4)    |
| Юнак (Шумен) (3)                | 6:2          | Левські (Омуртаг) (3)      |

## Другий раунд
| Команда 1                       | Рахунок      | Команда 2                           |
| ------------------------------- | ------------ | ----------------------------------- |
| 13 жовтня 1999                  |              |                                     |
| Големі врах (Долна Секірна) (3) | 0:0 пен. 6:5 | Берое 2000 (Стара Загора) (3)       |
| Ботев (Гилибово) (3)            | 1:2          | Видима-Раковскі (Севлієво) (2)      |
| Павликени (3)                   | 0:0 пен. 5:6 | Хасково (2)                         |
| Планінец (Априлці) (3)          | 1:3          | Спартак (Плевен) (2)                |
| Слинчев Бряг (Несебир) (3)      | 1:2 дч       | Локомотив (Пловдив) (2)             |
| Фейрплей-Порт (Варна) (3)       | 1:2          | Септемврі (Софія) (2)               |
| Виршець (4)                     | 0:2          | Дунав (Русе) (2)                    |
| Іскар (Герман) (4)              | 0:0 пен. 4:2 | Антибіотик-Лудогорець (Разград) (2) |
| Каліакра (Каварна) (3)          | 1:1 пен. 4:5 | Черно море (Варна) (2)              |
| Венец (Орешець) (4)             | 1:0          | Металург (Радомир) (2)              |
| Родопа (Смолян) (3)             | 0:0 пен. 5:6 | Кремиковці (Софія) (2)              |
| Вихар (Ветрен) (4)              | 0:7          | Ботев (Враца) (2)                   |
| Бенковські (Бяла) (3)           | 1:2          | Іскар (Софія) (2)                   |
| Спартак-С'94 (Пловдив) (3)      | 3:1          | Светкавиця (Тирговиште) (2)         |
| Юнак (Шумен) (3)                | 1:1 пен. 5:2 | Етир (Велико-Тирново) (3)           |
| Марек (Дупниця) (3)             | 1:4          | Мариця (Пловдив) (2)                |

## 1/16 фіналу
| Команда 1                       | Рахунок      | Команда 2                    |
| ------------------------------- | ------------ | ---------------------------- |
| 27 жовтня 1999                  |              |                              |
| Іскар (Софія) (2)               | 2:4          | Левські (Софія)              |
| Венец (Орешець) (4)             | 0:4          | ЦСКА (Софія)                 |
| Ловеч                           | 3:1          | Септемврі (Софія) (2)        |
| Беласиця (Петрич)               | 1:0          | Локомотив (Пловдив) (2)      |
| Добруджа (Добрич)               | 10:0         | Хасково (2)                  |
| Велбажд (Кюстендил)             | 1:0          | Дунав (Русе) (2)             |
| Славія (Софія)                  | 3:0          | Кремиковці (Софія) (2)       |
| Мариця (Пловдив) (2)            | 1:2 дч       | Чорноморець (Бургас)         |
| Ботев (Враца) (2)               | 1:2          | Міньор (Перник)              |
| Спартак (Плевен) (2)            | 0:2          | Олімпік-Берое (Стара Загора) |
| Големі врах (Долна Секірна) (3) | 1:6          | Спартак (Варна)              |
| Видима-Раковскі (Севлієво) (2)  | 0:0 пен. 3:4 | Локомотив (Софія)            |
| Черно море (Варна) (2)          | 2:0          | Пирин (Благоєвград)          |
| Юнак (Шумен) (3)                | 1:4          | Ботев (Пловдив)              |
| Іскар (Герман) (4)              | 0:0 пен. 7:8 | Шумен                        |
| Спартак-С'94 (Пловдив) (3)      | 0:2          | Нафтохімік (Бургас)          |

## 1/8 фіналу
| Команда 1                     | Заг.    | Команда 2                    | 1-й матч | 2-й матч |
| ----------------------------- | ------- | ---------------------------- | -------- | -------- |
| 10-11 листопада/8 грудня 1999 |         |                              |          |          |
| Левські (Софія)               | 3:3 (ч) | Ловеч                        | 2:0      | 1:3      |
| Черно море (2)                | 1:4     | Чорноморець (Бургас)         | 0:2      | 1:2      |
| Нафтохімік (Бургас)           | 7:1     | Олімпік-Берое (Стара Загора) | 3:0      | 4:1      |
| Локомотив (Софія)             | 4:2     | Беласиця (Петрич)            | 4:1      | 0:1      |
| Велбажд (Кюстендил)           | 6:4     | Спартак (Варна)              | 3:0      | 3:4      |
| Ботев (Пловдив)               | 4:1     | Міньор (Перник)              | 2:0      | 2:1      |
| Добруджа (Добрич)             | 2:5     | Шумен                        | 2:1      | 0:4      |
| Славія (Софія)                | 2:3     | ЦСКА (Софія)                 | 1:2      | 1:1      |

## 1/4 фіналу
| Команда 1                | Заг.    | Команда 2            | 1-й матч | 2-й матч |
| ------------------------ | ------- | -------------------- | -------- | -------- |
| 22 березня/5 квітня 2000 |         |                      |          |          |
| Шумен                    | 5:7     | Чорноморець (Бургас) | 5:1      | 0:6      |
| Нафтохімік (Бургас)      | 4:1     | Ботев (Пловдив)      | 3:0      | 1:1      |
| Локомотив (Софія)        | 3:3 (ч) | Велбажд (Кюстендил)  | 3:1      | 0:2      |
| ЦСКА (Софія)             | 1:4     | Левські (Софія)      | 0:1      | 1:3      |

## 1/2 фіналу
| Команда 1               | Заг. | Команда 2           | 1-й матч | 2-й матч |
| ----------------------- | ---- | ------------------- | -------- | -------- |
| 18 квітня/3 травня 2000 |      |                     |          |          |
| Чорноморець (Бургас)    | 3:5  | Нафтохімік (Бургас) | 2:2      | 1:3      |
| Левські (Софія)         | 6:2  | Велбажд (Кюстендил) | 6:1      | 0:1      |

## Фінал
| 31 травня 2000 |

| Левські (Софія)           | 2:0      | Нафтохімік (Бургас) |
| ------------------------- | -------- | ------------------- |
| Г.Іванов 87' Б.Іванов 90' | Протокол |                     |

| «Христо Ботев», Пловдив Глядачів: 18 000 Арбітр: Антон Генов |